# 纳尔西
纳尔西（法語：Narcy，法語發音：[naʁsi]）是法国涅夫勒省的一个市镇，属于卢瓦尔河畔科讷库尔区。

## 地理
纳尔西（47°14'10"N, 3°4'7"E）面积29.14 平方千米，位于法国勃艮第-弗朗什-孔泰大區涅夫勒省，该省份为法国中部省份，北至约讷省，西北接卢瓦雷省，西接谢尔省，南至阿列省，东南接索恩-卢瓦尔省，东临科多尔省。
与纳尔西接壤的市镇（或旧市镇、城区）包括：维耶尔马奈、拉沃、比尔西、沙奈、加尔希、米尔兰、纳奈、瓦雷讷莱纳尔西。

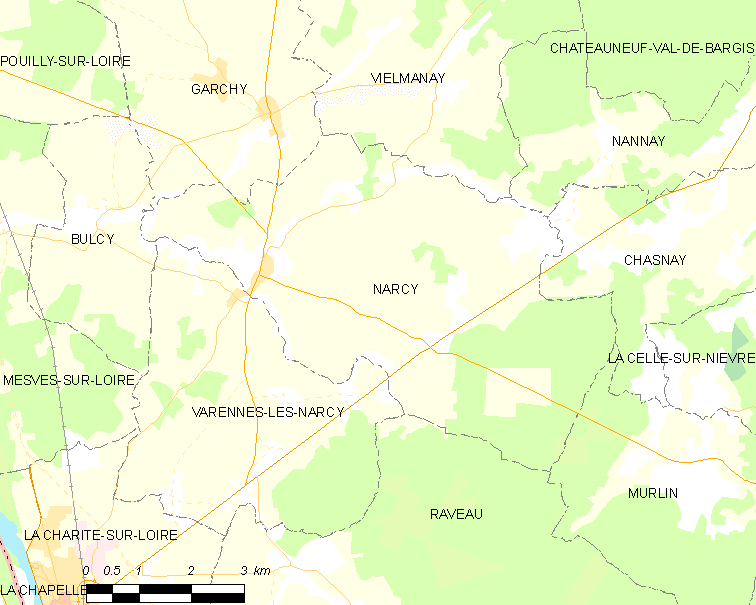
纳尔西的OSM定位图

纳尔西的时区为UTC+01:00、UTC+02:00（夏令时）。

## 行政
纳尔西的邮政编码为58400，INSEE市镇编码为58189。

## 政治
纳尔西所属的省级选区为卢瓦尔河畔拉沙里泰县。

## 人口

1962-2008年间纳尔西人口变化图示

纳尔西于2022年1月1日时的人口数量为467人。